# Raffaele Monaco La Valletta

Raffaele Kardinal Monaco La Valletta, zeitgenössische Fotografie

Raffaele Monaco La Valletta (* 23. Februar 1827 in L’Aquila; † 14. Juli 1896 in Agerola, Provinz Neapel) war ein italienischer Geistlicher und Kurienkardinal der römisch-katholischen Kirche. Von 1889 bis zu seinem Tod war er Dekan des Kardinalskollegiums.

## Leben

Kardinalswappen

Er studierte zunächst in Rom und erlangte 1846 die Doktorwürde für Theologie, Kanonisches Recht und Zivilrecht. Die Priesterweihe empfing er 1849, danach arbeitete er als Prälat und Referent in der damaligen Kongregation zur Vollstreckung und Auslegung der Beschlüsse der Tridentiner Kirchenversammlung wie auch zur Erkennung über Dekrete der Provinzsynoden (Congregatio cardinalium Concilii Tridentini interpretum; heute: Dikasterium für den Klerus).
Das Amt des Assessors in der Kongregation der römischen und allgemeinen Inquisition, unter gleichzeitiger Ernennung zum Domherrn, übernahm er Anfang 1859 und hatte es bis 1868 inne.
Beim Konsistorium vom 13. März 1868 wurde Raffaele Monaco La Valletta als Kardinalpriester mit der Titelkirche Santa Croce in Gerusalemme in das Kardinalskollegium aufgenommen. Am Vaticanum I 1869/70 nahm er als Konzilsvater teil. Am 9. Januar 1874 ernannte ihn Papst Pius IX. zum Titularerzbischof von Heraclea in Europa und spendete ihm drei Tage später die Bischofsweihe; Mitkonsekratoren waren Erzbischof Xavier de Mérode und Bischof François Marinelli OSA.
Von 1876 bis 1884 war er Kardinalvikar des Bistums Rom. 1878 war er Teilnehmer des Konklaves zur Wahl Papst Leos XIII. 1884 wurde Monaco La Valletta von diesem zum Kardinalbischof von Albano erhoben. Von 1884 bis 1889 war er Sekretär der Kongregation der römischen und allgemeinen Inquisition (Congregatio Romanae et universalis Inquisitionis, auch Sanctum Officium genannt) und wurde 1889 zum Kardinaldekan ernannt, womit die Ernennung zum Kardinalbischof von Ostia verbunden war. Mit dieser Ernennung übernahm er dann bis zu seinem Tod im Jahre 1896 die Leitung der Kongregation für die Zeremonien. Zugleich war der Kardinal seit 1884 bis zu seinem Tode Kardinalgroßpönitentiar.
Raffaele Monaco La Valletta war Ehren- und Devotions-Großkreuz-Bailli des Souveränen Malteserordens und von 1894 bis 1896 Großprior des Großpriorates von Rom des Malteserordens.